# Гимн Эфиопии
Гимном Эфио́пии с 1992 года является песня «Вперёд, дорогая мать Эфиопия» (амх. ወደፊት ገስግሺ ውድ እናት ኢትዮጵያ, «Вэдэфит гэсгыши, выд ынат Итйопъя»).
За всю современную историю Эфиопии в стране сменилось три национальных гимна. Первый просуществовал в период монархии с 1930 по 1975 годы, второй — в период однопартийной системы с 1975 по 1992 года, а третий был принят в 1992 году, после падения Дерга, Временного военно-административного совета страны.
Автором слов нового гимна стал Дередже Мелаку Менгеша (ደረጀ መላኩ መንገሻ: 1957 —). В тексте песни «Вперёд, дорогая мать Эфиопия», написанном на амхарском языке, говорится о «гордом наследии мужества и трудолюбия» жителей страны. Композитор — Саломон Лулу Митику (ሰሎሞን ሉሉ ምትኩ: 1950 —).
В соответствии с Конституцией Эфиопии 1995 года, гимн страны должен «отражать обязательство народов Эфиопии жить вместе в демократическом порядке и их общую судьбу».